# Kakkuppi, Kudligi
Kakkuppi là một làng thuộc tehsil Kudligi, huyện Bellary, bang Karnataka, Ấn Độ.